# Veton Berisha
Veton Berisha (Egersund, 13 d'abril de 1994) és un futbolista noruec que juga en la demarcació de davanter pel Viking FK de l'Eliteserien. És germà del també futbolista Valon Berisha.

## Internacional
Després de jugar amb la selecció de futbol sub-15 de Noruega, la sub-16, la sub-17, la sub-18, la sub-19 i la sub-21, finalment va fer el seu debut amb la selecció absoluta el 29 de maig de 2016 en un partit amistós contra Portugal que va finalitzar amb un resultat de 3-0 a favor del combinat portuguès després dels gols de Ricardo Quaresma, Raphaël Guerreiro i Éder.

### Gols internacionals
| # | Data              | Estadi                                  | Oponent | Gol | Resultat | Competició |
| - | ----------------- | --------------------------------------- | ------- | --- | -------- | ---------- |
| 1 | 5 de juny de 2016 | Estadi Rei Balduí, Brussel·les, Bèlgica | Bèlgica | 1-2 | 3-2      | Amistós    |